# Cetatea de Baltă
Cetatea de Baltă (węg. Küküllővár) – wieś w Rumunii, w okręgu Alba, w gminie Cetatea de Baltă. W 2011 roku liczyła 1800 mieszkańców.